# Milena Virzì
Milena Virzì (Catania, 8 maggio 1971) è un'ex pallanuotista e avvocata italiana, plurimedagliata con la Nazionale Italiana.

## Biografia
Il suo primo contatto con l'acqua avviene all'età di cinque anni con il nuoto con la società Poseidon e a 7 anni conquista un bronzo di categoria gareggiando nei 400, 800 sl e 400 misti.
A 14 anni partecipa al sei nazioni ove contribuise alla medaglia d'oro della nazione.
A 16 anni viene premiata come miglior nuotatrice al Memorial Morena di Genova.
All'età di 18 anni passa alla pallanuoto con la Rasula alta.
Dopo due anni passa all'Orizzonte Catania, con cui ottiene nove scudetti consecutivi e due coppe dei campioni; al contempo non tardano ad arrivare le convocazioni in Nazionale.
Dopo l'Orizzonte passa alla squadra di Augusta con la quale disputa un campionato in serie A2 nella stagione 2000/2001 che termina con la promozioni seri A1,
successivamente nella stagione 2001/2002 milita nella polisportiva Pallanuoton Augusta in serie A1 .
L'anno successivo passa alla Mediterraneo Catania ove dispunta un campionato in seria A1; nel 2008 passa alla Pallanuoto Waterpolo Messina ove ottiene anche una promozione in serie A1 nella stagione 2008/2009 sotto la guida di Andrea Sellaroli.
Gli ultimi anni di carriera gioca nella Blu team ottenendo una promozione in serie A1 nella stagione 2012/2013.
Nel contempo vince anche un mondiale Master over 40 nella competizione di Riccione nel 2012.
In tutti i suoi successi è stata accompagnata dai genitori Franco Virzì e Gina Calanni Pileri.

## Carriera

### Club
- Campionato italiano:

Orizzonte Catania: 1991-92; 1992-93; 1993-94; 1994-95; 1995-96; 1996-97; 1997-98; 1998-99; 1999-00; 2004-05;
- European Cup/LEN Champions Cup:

Orizzonte Catania: 1993-94; 1997-98;

### Nazionale
Anche con la nazionale, il cosiddetto Setterosa, ha ottenuto moltissimi allori:
- Mondiali

Roma 1994: 
Perth 1998: 
- Europei

Vienna 1995: 
Siviglia 1997: 

## Vita privata
Oltre a fare la pallanuotista ha conseguito la laurea in giurisprudenza che le permette di praticare il mestiere di avvocato.
Nel Luglio del 1998 si sposa con Luigi Condemi dal quale matrimonio nasceranno due figli Andrea e Ciccio.